# 니모를 찾아서 (프랜차이즈)

영어 로고

《니모를 찾아서》는 월트 디즈니 픽처스가 배급하고 픽사가 제작한 애니메이션 미디어 프랜차이즈이다.

## 메인 시리즈
- 니모를 찾아서
- 도리를 찾아서

## 단편 영화
- 장식품
- 파이퍼